# 台湾玉蟹
台湾玉蟹（学名：Leucosia formosensis）为玉蟹科玉蟹属的动物。分布于菲律宾、台湾等地，生活环境为海水，多栖息于2-10米水深的沙质海底。其生存的海拔范围为-10至-2。

## 外部連結
. taibif.tw.   [2018-10-01] （中文（繁體））.